# Panocchia
Panocchia, talvolta indicata anche come Pannocchia, è una frazione del comune di Parma, appartenente al quartiere Vigatto.
La località è situata 14,82 km a sud del centro della città.

## Geografia fisica
La frazione sorge in posizione pianeggiante a poca distanza dai primi rilievi appenninici, sulla sponda sinistra del torrente Parma.

## Storia
La zona di Panocchia risultava probabilmente abitata già in epoca romana, come dimostrato dal rinvenimento di alcuni oggetti.
Il borgo di Panoclo fu menzionato per la prima volta l'8 marzo 991, in un rogito di vendita di numerose proprietà da parte di Prangarda, figlia del marchese Adalberto Atto di Canossa e moglie del marchese Maginfredo, al diacono della pieve di Borgo San Donnino.
Panocle fu poi citata il 20 novembre 995 in una donazione di terreni da parte del vescovo di Parma Sigefredo II.
Risale al 1230 la più antica testimonianza dell'esistenza dell'originaria cappella di San Donnino, nominata nel Capitulum seu Rotulus Decimarum della diocesi di Parma tra le cappelle appartenenti all'abbazia di San Giovanni Evangelista.
In seguito il territorio passò ai Rossi, che nei primissimi anni del XV secolo si scontrarono coi Terzi; tra il 1403 e il 1405 Panocchia, Alberi, Porporano, Felino, Vigatto, San Michele Tiorre, Tiorre, Mamiano, Lesignano e altre località rossiane subirono numerose incursioni e scorrerie e molte di esse caddero nelle mani di Ottobuono de' Terzi. Nel 1409, dopo l'uccisione di quest'ultimo, il marchese di Ferrara Niccolò III d'Este e il conte Guido Torelli si accamparono a Panocchia, da cui il condottiero sferrò l'attacco al castello di Pariano, caduto nelle mani dei Terzi; il mese seguente il vescovo Giacomo de' Rossi, temendo che Giacomo Terzi, rifugiatosi nel castello di Guardasone, potesse rimpossessarsi di Pariano, fece ardere tutte le case di Panocchia e di Pariano.
Nel 1417 Panocchia, Monticelli, Marano, Basilicanova, Felino e Vigatto furono depredate durante gli scontri tra le varie fazioni parmigiane.
Nel 1422 i Cantelli risultavano già proprietari di un edificio a Panocchia, ove possedevano ampie terre anche i Bravi di Pariano. In seguito il feudo fu assegnato ai Cantelli, che vi fecero costruire il castello.
Nel 1736 l'ultimo conte Paolo Cantelli morì nominando suo erede universale il marchese Alfonso Bevilacqua, suo pronipote, che aggiunse al proprio il cognome del prozio.
Per effetto di decreti napoleonici, i diritti feudali furono aboliti nel ducato di Parma e Piacenza nel 1805. Nel 1809 la località divenne frazione del comune (o mairie) di Vigatto, che nel 1943 fu annesso a quello di Parma, ma fu nuovamente istituito nel 1951, per essere definitivamente soppresso nel 1962 e divenire in seguito quartiere autonomo.

## Monumenti e luoghi d'interesse

### Chiesa di San Donnino

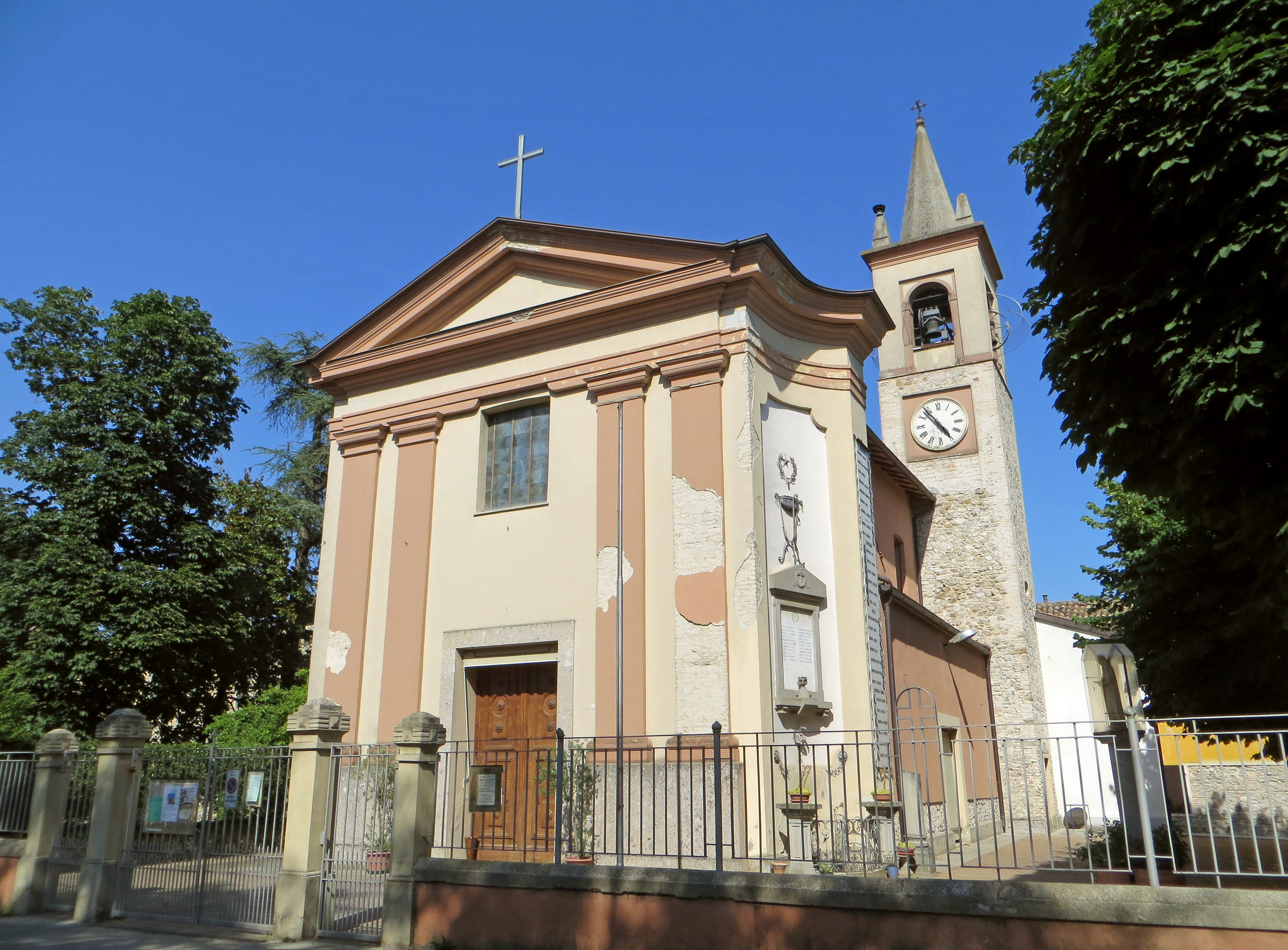
Chiesa di San Donnino

Menzionata per la prima volta nel 1230 quale cappella dipendente dalla pieve di San Martino di Arola, la chiesa romanica fu abbattuta e completamente ricostruita in stile neoclassico tra il 1750 e il 1771, su probabile progetto dell'architetto Ottavio Bettoli; restaurata tra il 1950 e il 1980, conserva al suo interno alcune opere di pregio, tra cui una serie di dipinti ottocenteschi del panocchiese Stanislao Campana e il coevo coro ligneo.

### Castello

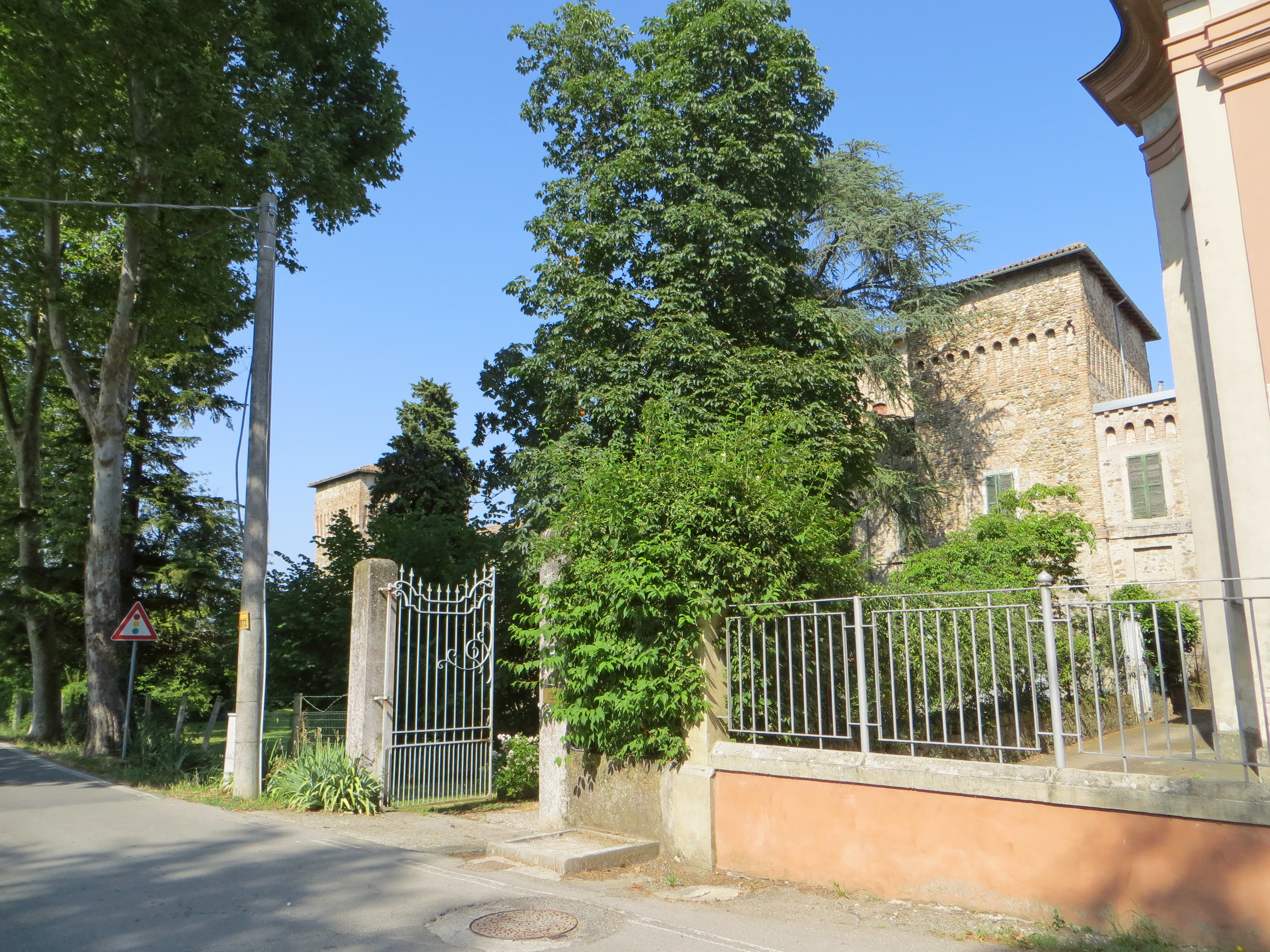
Castello

Costruito entro il XVII secolo dai conti Cantelli, il castello, in seguito modificato, passò nel 1736 ai marchesi Bevilacqua Cantelli, feudatari di Panocchia, che lo utilizzarono come residenza estiva; della struttura originaria l'edificio conserva i torrioni cinquecenteschi con beccatelli.

### Villa Queirazza
Costruita quale casolare agricolo al centro di una vasta tenuta appartenente ai benedettini della badia di Santa Maria della Neve di Torrechiara, dopo la soppressione napoleonica degli ordini religiosi del 1810 la modesta struttura, insieme alle terre annesse, fu acquistata da Antonio e Lodovico Laurent, ricchi banchieri della duchessa Maria Luigia; alienata alla famiglia Razzetti, nella seconda metà del XIX secolo la villa fu completamente ristrutturata in stile neoclassico e ampliata; acquistata nel 1906 dal nobile Francesco Roberto Queirazza, fu risistemata e arricchita di un parco all'inglese. L'edificio, sviluppato su una pianta quadrata, si eleva, sopra al piano terreno rivestito in finto bugnato, su altri due livelli, suddivisi da una fascia marcapiano e caratterizzati dalla presenza di balconi al piano nobile e finestre inquadrate da cornici; al centro della facciata est si apre un porticato a tre arcate, chiuso da vetrate; all'interno l'atrio dà accesso alle sale, arredate con mobili d'epoca.

### Villa Ghia
Costruita tra la fine del XVI e gli inizi del XVII secolo per volere dei conti Ceretoli, dopo l'estinzione della casata intorno alla metà del XIX secolo la villa fu acquistata da Antonio Ricci; alienata nel 1897 ad Antonio e Luigi Ghia, fu parzialmente risistemata agli inizi del XX secolo e integralmente alla fine del secolo, riportando alla luce gli affreschi di alcune sale. Il corpo principale, sviluppato su una pianta rettangolare e addossato agli antichi edifici agricoli, si eleva su due livelli principali fuori terra; la simmetrica facciata presenta un portale d'ingresso centrale ad arco a tutto sesto, sormontato da un balconcino; all'interno, il lungo androne è coperto da una volta a botte lunettata, dipinta nel XVII secolo con la rappresentazione del Giardino dell'Eden; le sale laterali, tra cui la sala da pranzo, presentano affreschi seicenteschi e settecenteschi sulle coperture; al piano nobile il corridoio centrale è decorato sulla volta a botte con dipinti ottocenteschi; il parco, piantumato con numerosi alberi secolari, circonda la villa su tre lati e ospita, affacciato sulla strada, l'oratorio settecentesco in rovina, sconsacrato nel 1897 e adibito per decenni a legnaia.

### Villa La Mamiana
Costruita probabilmente verso la fine del XVI secolo inglobando un avamposto fortificato medievale, la villa nel 1636 fu alienata dalla Camera ducale di Parma ai conti Mamiani-Della Rovere; acquistata nel 1761 da Giovanni Macchiavelli, che la lasciò in eredità alla famiglia Rognoni, fu ristrutturata agli inizi del XX secolo. L'edificio, sviluppato su una pianta rettangolare, si eleva su due piani principali fuori terra; sullo spigolo nord-ovest si erge una torre angolare cilindrica in pietra, unica superstite dell'antica fortificazione; all'interno l'androne, coperto da una volta a botte lunettata dipinta, dà accesso a quattro sale, tra cui la sala di Apollo e Diana, interamente ornata sulla volta a botte con affreschi tardo-cinquecenteschi; tracce di affreschi decorano anche le lunette della scala.

### Villa Pretorio
Costruita nel XIX secolo in stile neoclassico quale sede prefettizia durante il ducato di Maria Luigia, la villa fu in seguito acquistata e ristrutturata dalla famiglia Ugolotti e intorno alla metà del XX secolo dalla famiglia Armani. L'edificio, sviluppato su una pianta rettangolare, si eleva su due livelli principali fuori terra, suddivisi da una fascia marcapiano; la simmetrica facciata presenta al centro l'ampio portale d'ingresso ad arco a tutto sesto, sormontato da un balcone.

## Infrastrutture e trasporti
La località sorge in corrispondenza dell'incrocio tra la strada provinciale pedemontana e la strada Val Parma-via Campana, nei pressi del ponte sul torrente Parma, costruito nel 1925.